# Stefano Turati
Stefano Turati (Milano, 5 settembre 2001) è un calciatore italiano, portiere del Sassuolo.

## Caratteristiche tecniche
Portiere dotato fisicamente, è abile tra i pali e reattivo nelle uscite.

## Carriera

### Club
Cresciuto nel settore giovanile dell'Inter, nel 2017 si trasferisce al Renate per ricoprire il ruolo di terzo portiere; il 31 gennaio 2018 viene acquistato per 50 mila euro dal Sassuolo.
Il 1º dicembre 2019, a causa dell'indisponibilità di Andrea Consigli e Gianluca Pegolo, esordisce tra i professionisti, in occasione dell'incontro di Serie A pareggiato per 2-2 contro la Juventus, in cui risulta decisivo con numerose parate effettuate, diventando contestualmente il primo portiere nato dopo il 2000 a debuttare nella massima serie. Il 25 novembre 2020 prolunga con i neroverdi fino al 2025.
Il 13 luglio 2021 viene ceduto a titolo temporaneo alla Reggina in Serie B, con cui ottiene progressivamente il ruolo di titolare.
Il 4 luglio 2022 passa, sempre in prestito, al Frosinone in Serie B. Il 22 aprile 2023 conquista il record di clean sheet per la Serie B, raggiungendo le 20 partite in una stagione senza subire gol. Il 13 luglio 2023, dopo avere ottenuto la promozione in Serie A coi ciociari, il prestito viene rinnovato per un'altra stagione.
Nel corso della stagione, Turati si rende protagonista di grandi prove, ma non riesce a salvare la squadra laziale, che retrocede nella serie casetta.
Rientrato al Sassuolo nell'estate del 2024, il 23 agosto seguente viene ingaggiato in prestito per una stagione dal Monza, sempre in Serie A. Nonostante le ottime prove offerte, il Monza non riesce a salvarsi, complici cessioni importanti e svariati infortuni. La stagione è comunque positiva per Turati, che è spesso il migliore in campo della squadra. 

### Nazionale
Turati ha giocato nelle nazionali giovanili italiane Under-19, Under-20 ed Under-21.
Nel giugno del 2023 è stato incluso da Paolo Nicolato nella lista dei convocati per l'Europeo Under-21, organizzato in Georgia e Romania.

## Statistiche

### Presenze e reti nei club
Statistiche aggiornate al 15 agosto 2025.
| Stagione         | Squadra          | Campionato       | Campionato | Campionato | Coppe nazionali | Coppe nazionali | Coppe nazionali | Coppe continentali | Coppe continentali | Coppe continentali | Altre coppe | Altre coppe | Altre coppe | Totale | Totale |
| Stagione         | Squadra          | Comp             | Pres       | Reti       | Comp            | Pres            | Reti            | Comp               | Pres               | Reti               | Comp        | Pres        | Reti        | Pres   | Reti   |
| ---------------- | ---------------- | ---------------- | ---------- | ---------- | --------------- | --------------- | --------------- | ------------------ | ------------------ | ------------------ | ----------- | ----------- | ----------- | ------ | ------ |
| 2019-2020        | Sassuolo         | A                | 2          | -4         | CI              | 0               | 0               | -                  | -                  | -                  | -           | -           | -           | 2      | -4     |
| 2020-2021        | Sassuolo         | A                | 0          | 0          | CI              | 0               | 0               | -                  | -                  | -                  | -           | -           | -           | 0      | 0      |
| 2021-2022        | Reggina          | B                | 22         | -29        | CI              | 0               | 0               | -                  | -                  | -                  | -           | -           | -           | 22     | -29    |
| 2022-2023        | Frosinone        | B                | 37         | -24        | CI              | 1               | -3              | -                  | -                  | -                  | -           | -           | -           | 38     | -27    |
| 2023-2024        | Frosinone        | A                | 31         | -58        | CI              | 1               | 0               | -                  | -                  | -                  | -           | -           | -           | 32     | -58    |
| Totale Frosinone | Totale Frosinone | Totale Frosinone | 68         | -82        |                 | 2               | -3              |                    | -                  | -                  |             | -           | -           | 70     | -85    |
| 2024-2025        | Monza            | A                | 30         | -52        | CI              | 0               | 0               | -                  | -                  | -                  | -           | -           | -           | 30     | -52    |
| 2025-2026        | Sassuolo         | A                | 0          | 0          | CI              | 1               | 0               | -                  | -                  | -                  | -           | -           | -           | 1      | 0      |
| Totale Sassuolo  | Totale Sassuolo  | Totale Sassuolo  | 2          | -4         |                 | 1               | 0               |                    | -                  | -                  |             | -           | -           | 3      | -4     |
| Totale carriera  | Totale carriera  | Totale carriera  | 122        | -167       |                 | 3               | -3              |                    | -                  | -                  |             | -           | -           | 125    | -170   |

### Cronologia presenze e reti in nazionale
| Cronologia completa delle presenze e delle reti in nazionale ― Italia under 21 | Cronologia completa delle presenze e delle reti in nazionale ― Italia under 21 | Cronologia completa delle presenze e delle reti in nazionale ― Italia under 21 | Cronologia completa delle presenze e delle reti in nazionale ― Italia under 21 | Cronologia completa delle presenze e delle reti in nazionale ― Italia under 21 | Cronologia completa delle presenze e delle reti in nazionale ― Italia under 21 | Cronologia completa delle presenze e delle reti in nazionale ― Italia under 21 | Cronologia completa delle presenze e delle reti in nazionale ― Italia under 21 |
| Data                                                                           | Città                                                                          | In casa                                                                        | Risultato                                                                      | Ospiti                                                                         | Competizione                                                                   | Reti                                                                           | Note                                                                           |
| ------------------------------------------------------------------------------ | ------------------------------------------------------------------------------ | ------------------------------------------------------------------------------ | ------------------------------------------------------------------------------ | ------------------------------------------------------------------------------ | ------------------------------------------------------------------------------ | ------------------------------------------------------------------------------ | ------------------------------------------------------------------------------ |
| 8-10-2021                                                                      | Zenica                                                                         | Bosnia ed Erzegovina under 21                                                  | 1 – 2                                                                          | Italia under 21                                                                | Qual. Europeo Under-21 2023                                                    | -1                                                                             | 90+5’                                                                          |
| 12-10-2021                                                                     | Monza                                                                          | Italia under 21                                                                | 1 – 1                                                                          | Svezia under 21                                                                | Qual. Europeo Under-21 2023                                                    | -1                                                                             |                                                                                |
| 16-11-2021                                                                     | Frosinone                                                                      | Italia under 21                                                                | 4 – 2                                                                          | Romania under 21                                                               | Amichevole                                                                     | -2                                                                             | 45’                                                                            |
| 27-3-2023                                                                      | Reggio Calabria                                                                | Italia under 21                                                                | 3 – 1                                                                          | Ucraina under 21                                                               | Amichevole                                                                     | -1                                                                             |                                                                                |
| Totale                                                                         |                                                                                | Presenze                                                                       | 4                                                                              |                                                                                | Reti                                                                           | -5                                                                             |                                                                                |

## Palmarès
- Campionato italiano di Serie B: 1

Frosinone: 2022-2023